# Półkula południowa

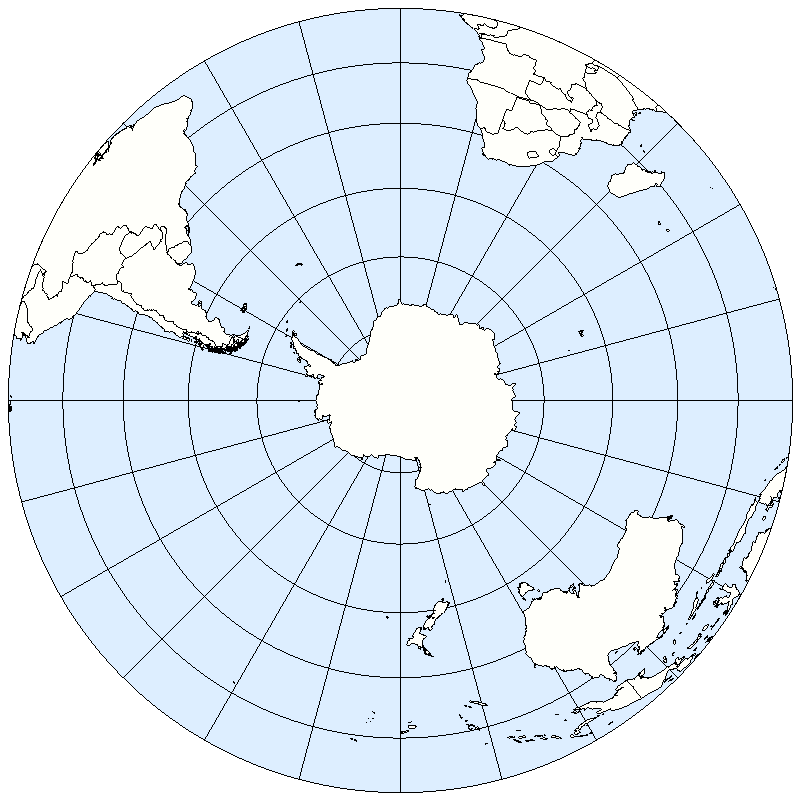
Półkula południowa

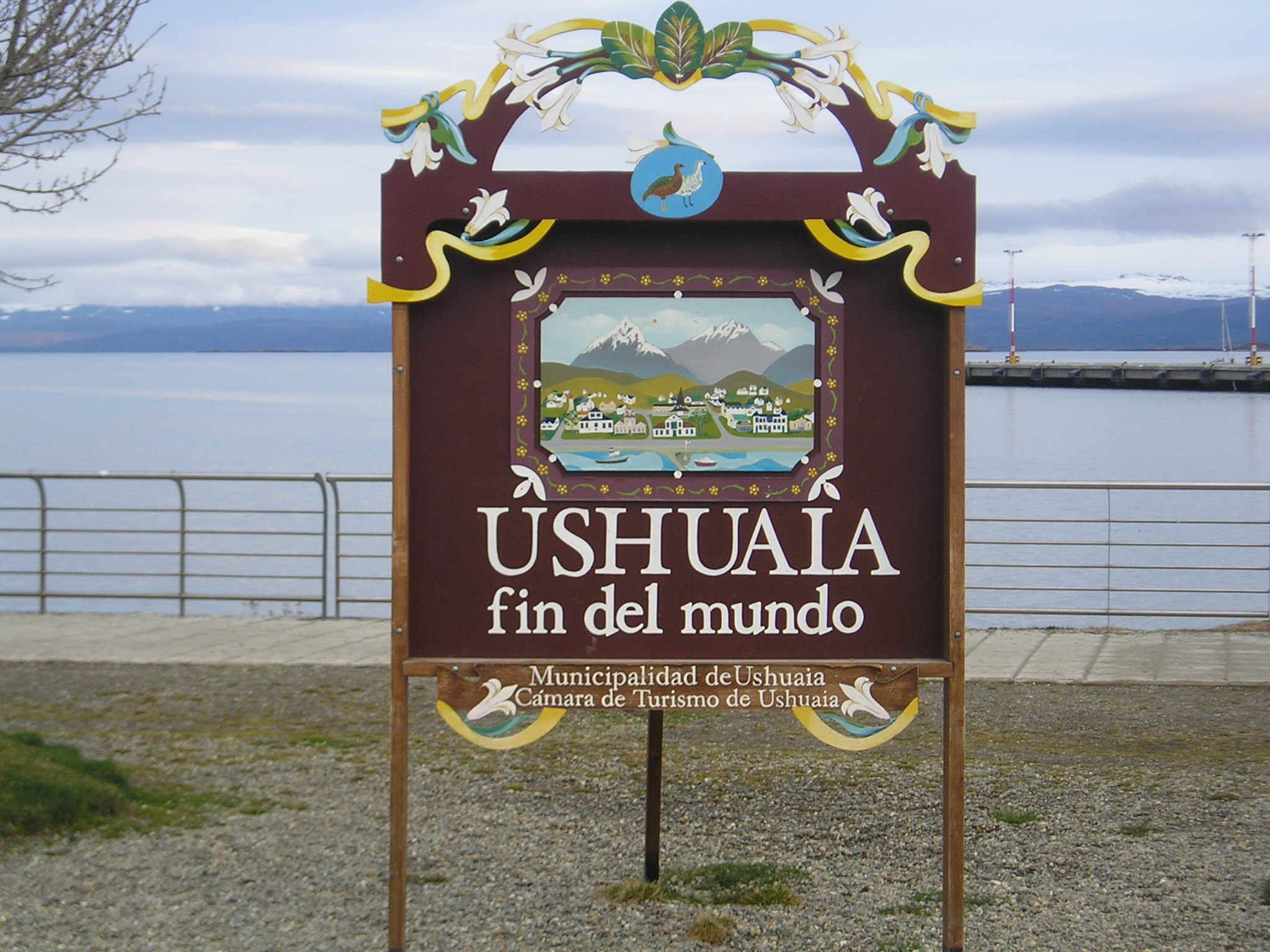
Plakat z legendą „Ushuaia, koniec świata”. Ushuaia w Argentynie jest najbardziej wysuniętym na południe miastem na świecie.

Półkula południowa – część kuli ziemskiej, półkula położona na południe od równika. Obejmuje szerokości geograficzne od 0° do 90°S.
Na półkuli południowej położone są cztery kontynenty: Antarktyda i Australia (w całości) oraz Ameryka Południowa i Afryka (częściowo). Są one rozdzielone przez oceany: Atlantycki, Indyjski, Spokojny. W porównaniu z półkulą północną, półkula południowa ma więcej obszarów wodnych niż lądowych – 18,7% stanowią lądy, a 81,3% – oceany.
Na półkuli południowej pory roku są przesunięte o pół roku w stosunku do pór roku na półkuli północnej. Również – odwrotnie niż na półkuli północnej – zachowuje się Słońce przemierzając podczas swojej dziennej wędrówki po nieboskłonie północną stronę nieba. Dlatego też mieszkańcom półkuli południowej pojęcie zimna kojarzy się z południem, a ciepła z północą.
Obszary półkuli południowej są słabo zaludnione i w porównaniu z północną raczej biedniejsze. Mówi się często o bogatej Północy i biednym Południu (zobacz: konflikt Północ-Południe). Jedynie Australia i Nowa Zelandia reprezentują wysoki poziom rozwoju gospodarczego. Jednocześnie półkula ta jest mniej zanieczyszczona – właśnie dlatego, że zamieszkuje ją mniej ludzi i jest słabiej zindustrializowana, co wynika głównie z tego, że w najkorzystniejszej dla ludzi strefie klimatu umiarkowanego nie ma znaczących mas lądu.
Na półkuli południowej znajdują się szerokości geograficzne, nie posiadające stałego lądu na całym swoim obwodzie, zwane przez żeglarzy ryczącymi czterdziestkami i wyjącymi pięćdziesiątkami. Brak lądu powoduje, że są to pasy niezwykle silnych stałych sztormów i huraganów – czego odpowiednika na półkuli północnej nie ma. 